# Olenecamptus affinis
Olenecamptus affinis là một loài bọ cánh cứng trong họ Cerambycidae.